# Kennedy Nzechukwu
Kennedy Nzechukwu (Estado de Imo, Nigeria, 13 de junio de 1992) es un artista marcial mixto nigeriano que compite en la división de peso semipesado de Ultimate Fighting Championship. Desde el 11 de febrero de 2025 es el número 14 en la clasificación de peso semipesado de la UFC.

## Primeros años
Se trasladó de Nigeria a Estados Unidos con su familia en 2010. Comenzó a entrenar artes marciales mixtas cuando su madre lo llevó a Fortis MMA en 2015 para aprender algo de disciplina. Asistió a la universidad, pero la abandonó para dedicarse a las artes marciales mixtas después de que a su madre le diagnosticaran ELA.

## Carrera de artes marciales mixtas

### Carrera temprana
Después de su carrera amateur se convirtió en profesional, acumulando dos victorias consecutivas en la organización Xtreme Knockout. Después, fue invitado a competir en el Dana White's Contender Series. Su combate tuvo lugar el 22 de agosto de 2017 en la Dana White's Contender Series 7 contra Anton Berzin. Ganó el combate por decisión dividida pero no recibió un contrato con la UFC.
Luego regresó al circuito regional y logró dos victorias por nocaut en XKO y Legacy Fighting Alliance.

### Dana White's Contender Series
Fue entonces invitado por segunda vez al Dana White's Contender Series, esta vez enfrentándose a Dennis Bryant en el Dana White's Contender Series 16 el 7 de agosto de 2018. Ganó el combate por KO en el primer asalto y recibió un contrato con la UFC.

### Ultimate Fighting Championship
Nzechukwu debutó en la UFC contra Paul Craig el 30 de marzo de 2019 en UFC on ESPN: Barboza vs. Gaethje. Perdió el combate por sumisión en el tercer asalto.
Nzechukwu se enfrentó a Darko Stošić el 3 de agosto de 2019 en UFC on ESPN: Covington vs. Lawler. Ganó el combate por decisión unánime.
Nzechukwu se enfrentó a Carlos Ulberg el 6 de marzo de 2021 en UFC 259. Ganó el combate por KO en el segundo asalto. Este combate le valió el premio a la Pelea de la Noche.
Nzechukwu se enfrentó a Danilo Marques el 26 de junio de 2021 en UFC Fight Night: Gane vs. Volkov. Ganó el combate por TKO en el tercer asalto. Esta victoria le valió el premio a la Actuación de la Noche.
Se esperaba que Nzechukwu se enfrentara a Da Un Jung el 16 de octubre de 2021 en UFC Fight Night: Ladd vs. Dumont. Sin embargo, el combate fue pospuesto para el 13 de noviembre de 2021 en UFC Fight Night: Holloway vs. Rodríguez por razones desconocidas. Perdió el combate por KO en el primer asalto.
Nzechukwu se enfrentó a Nicolae Negumereanu el 5 de marzo de 2022 en UFC 272. Perdió el combate por decisión dividida. 8 de las 15 puntuaciones de los medios de comunicación se lo dieron a Nzechukwu, mientras que 6 lo calificaron de empate, y sólo uno se lo dio a Negumereanu.
Nzechukwu se enfrentó a Karl Roberson el 9 de julio de 2022 en UFC on ESPN: dos Anjos vs. Fiziev. Ganó el combate por TKO en el tercer asalto.
Nzechukwu se enfrentó a Ion Cuțelaba el 19 de noviembre de 2022 en UFC Fight Night: Nzechukwu vs. Cuțelaba. Ganó el combate por TKO en el segundo asalto. Esta victoria le valió el premio a la Actuación de la Noche.
Nzechukwu se enfrentó a Devin Clark el 6 de mayo de 2023 en UFC 288. Ganó el combate por sumisión técnica en el segundo asalto.
Nzechukwu se enfrentó a Dustin Jacoby el 5 de agosto de 2023 en UFC Fight Night: Grasso vs. Shevchenko 2. Perdió la pelea por nocaut técnico en el primer asalto. 
Nzechukwu se enfrentó a Ovince Saint Preux el 16 de marzo de 2024 en UFC Fight Night 239.  Perdió la pelea por decisión dividida. 

## Campeonatos y logros

### Artes marciales mixtas
- Ultimate Fighting Championship
  - Pelea de la Noche (una vez) vs. Carlos Ulberg[16]
  - Actuación de la Noche (tres veces) vs. Danilo Marques, Ion Cuțelaba y Łukasz Brzeski[19][30][37]

## Récord en artes marciales mixtas
| Resultado | Récord | Oponente            | Método                                             | Evento                                  | Fecha                   | Ronda | Tiempo | Localización                      | Notas |
| --------- | ------ | ------------------- | -------------------------------------------------- | --------------------------------------- | ----------------------- | ----- | ------ | --------------------------------- | --- |
| Victoria  | 14-5   | Łukasz Brzeski      | Nocaut técnico (puñetazos)                         | UFC 310                                 | 7 de diciembre de 2024  | 1     | 4:51   | Las Vegas, Nevada                 | Actuación de la Noche. |
| Victoria  | 13-5   | Chris Barnett       | Nocaut técnico (rodillazo al cuerpo y golpes)      | UFC 308                                 | 26 de octubre de 2024   | 1     | 4:27   | Abu Dhabi, Emiratos Árabes Unidos | Regreso al peso pesado. |
| Derrota   | 12-5   | Ovince Saint Preux  | Decisión (dividida)                                | UFC Fight Night: Tuivasa vs. Tybura     | 16 de marzo de 2024     | 3     | 5:00   | Las Vegas, Nevada                 | |
| Derrota   | 12-4   | Dustin Jacoby       | TKO (golpes)                                       | UFC on ESPN: Sandhagen vs. Font         | 5 de agosto de 2023     | 1     | 1:22   | Nashville, Tennessee              | |
| Victoria  | 12-3   | Devin Clark         | Sumisión técnica (estrangulamiento por guillotina) | UFC 288                                 | 6 de mayo de 2023       | 2     | 2:28   | Newark, Nueva Jersey              | |
| Victoria  | 11-3   | Ion Cuțelaba        | TKO (rodillazo y puñetazos)                        | UFC Fight Night: Nzechukwu vs. Cuțelaba | 19 de noviembre de 2022 | 2     | 1:02   | Las Vegas, Nevada                 | Actuación de la Noche. |
| Victoria  | 10-3   | Karl Roberson       | TKO (codazos)                                      | UFC on ESPN: dos Anjos vs. Fiziev       | 9 de julio de 2022      | 3     | 2:19   | Las Vegas, Nevada                 | |
| Derrota   | 9-3    | Nicolae Negumereanu | Decisión (dividida)                                | UFC 272                                 | 5 de marzo de 2022      | 3     | 5:00   | Las Vegas, Nevada                 | A Nzechukwu se le descontó 1 punto en el tercer asalto debido a repetidos piquetes en los ojos.                               |
| Derrota   | 9-2    | Da Un Jung          | KO (codazos)                                       | UFC Fight Night: Holloway vs. Rodríguez | 13 de noviembre de 2021 | 1     | 3:04   | Las Vegas, Nevada                 | |
| Victoria  | 9-1    | Danilo Marques      | TKO (puñetazos)                                    | UFC Fight Night: Gane vs. Volkov        | 26 de junio de 2021     | 3     | 0:20   | Las Vegas, Nevada                 | Actuación de la Noche. |
| Victoria  | 8-1    | Carlos Ulberg       | KO (puñetazos)                                     | UFC 259                                 | 6 de marzo de 2021      | 2     | 3:19   | Las Vegas, Nevada                 | Pelea de la Noche. |
| Victoria  | 7-1    | Darko Stošić        | Decisión (unánime)                                 | UFC on ESPN: Covington vs. Lawler       | 3 de agosto de 2019     | 3     | 5:00   | Newark, Nueva Jersey              | A Stošić se le descontaron dos puntos, uno en el segundo asalto y otro en el tercero, ambos por repetidos golpes en la ingle. |
| Derrota   | 6-1    | Paul Craig          | Sumisión (estrangulamiento por triángulo)          | UFC on ESPN: Barboza vs. Gaethje        | 30 de marzo de 2019     | 3     | 4:20   | Filadelfia, Pensilvania           | |
| Victoria  | 6-0    | Dennis Bryant       | TKO (patada en la cabeza puñetazos)                | Dana White's Contender Series 16        | 7 de agosto de 2018     | 1     | 1:48   | Las Vegas, Nevada                 | |
| Victoria  | 5-0    | Corey Johnson       | TKO (puñetazos)                                    | LFA 40                                  | 25 de mayo de 2018      | 2     | 1:18   | Dallas, Texas                     | |
| Victoria  | 4-0    | Andre Kavanaugh     | TKO (puñetazos)                                    | XKO 40                                  | 10 de marzo de 2018     | 1     | 2:40   | Dallas, Texas                     | Combate de peso pesado. |
| Victoria  | 3-0    | Anton Berzin        | Decisión (dividida)                                | Dana White's Contender Series 7         | 22 de agosto de 2017    | 3     | 5:00   | Las Vegas, Nevada                 | |
| Victoria  | 2-0    | Thai Walwyn         | Decisión (unánime)                                 | XKO 34                                  | 28 de enero de 2017     | 3     | 5:00   | Dallas, Texas                     | Debut en el peso semipesado.                                                                                                  |
| Victoria  | 1-0    | Matt Foster         | TKO (puñetazos)                                    | XKO 33                                  | 5 de noviembre de 2016  | 1     | 2:06   | Dallas, Texas                     | Debut en el peso pesado. |